# SAGAT
SAGAT（サガト）は、日本の男性プロレスラー。プロレスリングBASARA所属。埼玉県入間市出身。

## 経歴
学生プロレス出身らしい「巧い」と言われるファイトスタイルであるが、時期により怪奇派ギミック、パワーファイターなどプロレスラーとしてのキャラクターが異なる。怪奇派ギミック時は日本語が喋られない設定であった。怪奇派を辞めて以降もフェイスペインティングは形を変えて続けている。
板橋区の草プロレスRAWにて活動し、頑固プロレス第0試合出場や、バトラーツの澤宗紀&竹嶋健史と対戦した経験もある。
2012年4月よりユニオンプロレスのダーク・マッチに参戦。
2013年1月、RAWを卒業。同年1月14日、プロ第1戦。
2014年より大日本プロレス、ASUKA PROJECTにも参戦中。大日本ではデスマッチも行う。
2015年よりFUMA、宮本和志と結託しヒールターン。同年プロレスリングBASARAの旗揚げメンバーとなる。

## 得意技
- ゴア

スピアー。名称はライノに因む。
- ゴアグラインド

ハーフダウンの相手に対するゴア。フィニッシャー。
- ワイルドドライブ

カナディアンバックブリーカーの体勢から横に回転させ顔面から落とす。初期型はランニング式のドミネイター。
技名はゲーム「アイドルマスター シンデレラガールズ」に登場する木場真奈美のカード種から。
- 胎児の夢

リバースコブラクラッチ式シュバイン。
- キャノンボール

コーナー下で長座している相手への串刺し式サンセットフリップ。
- スーパーマン

ランニングボディプレス。
- ソバット
- 変形STO
- セントーン
- スパイン・バスター
- エクソシストブリッジ

コーナー下に座り込んだ相手に対してブリッジで近づき、股間に噛みつく。

## タイトル歴
プロレスリングBASARA
- 頂天〜itadaki〜優勝（2023年）

大日本プロレス
- 横浜ショッピングストリート6人タッグ王座

DDTプロレスリング
- アイアンマンヘビーメタル級王座

TTTプロレスリング
- TTT認定インディー統一6人タッグ王座

## 入場曲
- Only God Can Judge Me / AK-69